# 팔굉일우

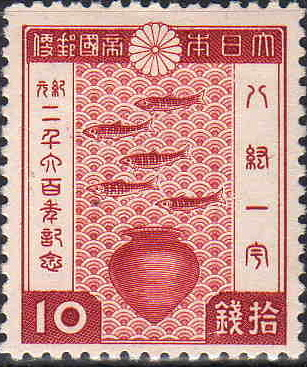
1940년 발행된 기원 2600년 기념 수표. 우측에 "팔굉일우"가 씌어 있다.

팔굉일우(일본어: 八紘一宇 핫코우이치우[*]) 또는 팔굉위우(일본어: 八紘為宇 핫코우이우[*])는 "천하를 하나의 집으로 삼는다" 내지 "전 세계를 하나의 집으로 삼는 일"을 의미하는 어구이다. 제2차 세계대전 중 일본이 중국·동남아시아를 침략한 것을 정당화하기 위한 슬로건으로 사용했다.
《일본서기》를 보면, 야마토가시하라에 도읍을 정할 때 진무 천황이 "육합을 겸함으로써 도읍을 열고 팔굉을 에워쌈으로써 집으로 삼는다(兼六合以開都，掩八紘而為宇)"는 조칙을 내렸음이 씌어 있으며, 이에 근거하여 다나카 지가쿠가 일본적 세계통일의 원리로서 1903년(메이지 36년) 조어하였다. 보다시피 《일본서기》의 기술대로라면 '팔굉위우'가 옳은 말이지만, 1940년(쇼와 15년) 제2차 고노에 내각이 기본국책요강에서 대동아신질서를 내건 때 "황국의 국시는 팔굉을 일우로 삼는 조국(肇国, 건국)의 대정신에 기"한다고 기술, 이것이 '팔굉일우'라는 문자가 공식적으로 사용된 최초 예이다. 고노에 정권이 팔굉일우를 말한 서력 1940년은 황기(진무 기원) 2600년에 상당하여 팔굉일우는 1940년 유행어로 자리매김하여 정치 슬로건이 되기도 하였다. 1940년 고노에 정권 이래 교학쇄신평의회의 "국체 관념을 명확케 하는 교육"을 논한 가운데 빈번히 사용되어 "대동아공영권의 건설, 더 나아가 세계만방을 일본 천황의 어능위(御稜威, 천황의 위광) 아래 통합하여 각국으로 하여금 그것을 이룩토록 하는 이상"을 표명하는 것으로 인용·사용되었다.
제2차 세계대전에 이르는 와중 팔굉일우는 천황총제(総帝)론으로 화하여 "유일한 사상적 원동력", "천황 중심의 세계일체관", "대우주조차 아우르는 듯한 심원광대한 일본조국(肇国)이념", "진(真)일본의 발견", "순수한 일본적 세계관", "고사기의 발견", "천황 정치의 세계성", "야마토 민족의 숙지(宿志, 숙원)", "야마토 민족 본래의 세계사적 사명", "진무 천황이 포회(抱懐, 생각을 품음)하시온 세계사적 어웅도(御雄図, 임금의 웅대한 계획)", "유신(惟神, 신의 뜻 그대로의)적 세계관" 따위로 인식되어갔다. 이 같은 팔굉일우 즉 천황총제론의 유래는 "천황 신앙의 주창자", "세기의 예언자"로도 불리던 막말의 국학자 오쿠니 다카마사가 주창한 의론이었다. 이것은 요컨대, 천황은 세계의 어느 황제보다도 높은 지위에 있으며, 역사의 "필연"으로서 세계의 "총제"임을 말한 주장이었다. 팔굉일우의 세계 안에서 천황은 "현인신", "유일 천황", "유일신", "진신", "절대 지존" 따위로 간주되었다. 이리하여 오쿠니 다카마사와 같은 국학자들이 발판이 되어 팔굉일우는 일본 건국의 이념에 결합되어 "전통의 발명"이 성립되었다.
전후 1945년(쇼와 20년) 12월 22일 연합국군 최고사령관 총사령부(GHQ)는 신도지령을 발령, 일본 국민을 해방시키기 위해서는 전쟁범죄, 패배, 고뇌, 곤궁 및 현재의 비참한 상태를 초래한 "이데올로기"를 즉각 폐지토록 해야 한다며 팔굉일우를 국가신도, 군국주의, 과격한 국가주의와 분리할 수 없는 말로 간주하고 '대동아전쟁' 등과 함께 공문서에서의 사용을 금하였다. 아울러 팔굉일우를 비롯한 "국가주의적 이데올로기"와 관련 지어져 있는 용어를 교육 내용에서 제외토록 하는 명령을 내렸다.

## 예문
- 다나카 지가쿠 《일본 국체의 연구》(1922년[다이쇼 11년] 초판)에 수록된 〈일본 국체의 연구를 발표함에 관하여〉(초출: 국주회일간지 《천업민보》, 1920년[다이쇼 9년] 11월 3일)
천조께서 이를 내리사 「천양무궁」과 결별하고, 국조께서 이를 전하사 「팔굉일우」를 선언하나니 위대한지고. 신모(神謨, 신의 꾀), 이 글월을 한번 지상에 새기어 유유히 이천육백재(載, 년) 동안 군신의 형상 빌려 도(道)의 유행을 창시(彰施, 뚜렷이 보여줌)하고, 깊이 정리(情理)를 경위하고, 구(具)에 도의를 체현하사 두렷이 인문의 고표(高標, 높은 기준)가 됨은 일본 군민의 의표(儀表, 모범)라. 내신내성(乃神乃聖)의 천업(天業, 천자가 나라를 다스림), 만세일계 억조일심의 현적(顕蹟, 뚜렷한 자취), 그 공은 굉원하고, 그 덕은 심후하여 흘러 흘러 문화(文華, 화려한 문화)의 못을 이루고 응어리지어 충효의 성(性)을 이루었도다.

## 같이 보기
- 대동아회의
- 일본 군국주의
- 국수주의 (일본)
- 쇼와 국가주의
- 명백한 운명
- 다나카 상주문
- 세계 정복